# آدم‌ربایی (فیلم ۲۰۰۸)
آدم‌ربایی (به هندی: Kidnap) فیلمی محصول سال ۲۰۰۸ و به کارگردانی سانجی گادوی است. در این فیلم بازیگرانی همچون سانجی دات، عمران خان، منیشا لامبا، ویدیا مالواده، آنیکا ماکوانا، راهول دو، ریما لاگو، راجندرانات زوتشی، سوفی چوداری، پاریکشیت سهنی ایفای نقش کرده‌اند.